# Aéroport de Tenerife-Nord
Pour les articles homonymes, voir Aéroport de Tenerife.

Carte de l'aéroport.

L’aéroport de Ténérife-Nord (en espagnol : Aeropuerto de Tenerife Norte, Code AITA : TFN, OACI : GCXO), anciennement l'aéroport de Los Rodeos, est l'un des deux aéroports internationaux de l'île de Tenerife en Espagne.

## Localisation
| \| 20 km1:4 805 000 \| El Hierro Fuerteventura Gran Canaria La Gomera La Palma Lanzarote Tenerife-Nord Tenerife-Sud |
| 20 km1:4 805 000 |

Il est situé à San Cristóbal de La Laguna, à 11 km par la route de Santa Cruz et à une altitude de 633 mètres (2 077 pieds).

## Trafic
L'aéroport a accueilli 3 717 944 passagers en 2012. Combiné avec l'aéroport de Ténérife-Sud, l'île rassemble le plus de trafic aérien de toutes les îles Canaries, avec 12 248 673 passagers, dépassant l'aéroport de Gran Canaria. Aujourd'hui, TFN est un centre inter-îles reliant les sept îles Canaries à la péninsule Ibérique, l'Europe et l'Amérique du Nord.

## Histoire
En 1977, l'aéroport a été le site de l'accident le plus grave de l'histoire de l'aviation lors duquel 583 passagers et membres d'équipage ont été tués après que deux Boeing 747 sont entrés en collision sur la piste en raison d'un épais brouillard et de sérieux défauts de communication entre les équipages et la tour de contrôle.

## Compagnies et destinations

### Passagers
| Compagnies               | Destinations |
| ------------------------ | --- |
| Air Europa               | Bilbao, Madrid-Barajas |
| Binter Canarias          | - El Hierro, - Fuerteventura, - Grenade-F. García-Lorca, - Jerez de la Frontera, - La Corogne, - Lanzarote-Arrecife, - La Palma, - Las Palmas/Gran Canaria, - Madère-C. Ronaldo, - Madrid-Barajas, - Région de Murcie, - Palma de Majorque, - Pampelune, - Ponta Delgada-Jean Paul II, - Saint-Sébastien, - Santander-S. Ballesteros, - Saragosse, - Valence - Valladolid - Vigo-Peinador, En saison : Oviédo-Asturies |
| CanaryFly                | El Hierro, Fuerteventura, Lanzarote-Arrecife, La Palma, Las Palmas/Gran Canaria |
| Iberia                   | En saison : Alicante-Elche, Oviédo-Asturies, Saint-Jacques-de-Compostelle, Valence |
| Iberia Express           | Madrid-Barajas |
| Plus Ultra Lineas Aéreas | Caracas-Maiquetía |
| Ryanair                  | Barcelone-El Prat, Madrid-Barajas En saison : Alicante-Elche, Palma de Majorque, Séville-San Pablo, Valence |
| Vueling                  | - Alicante-Elche, - Barcelone-El Prat, - Bilbao, - Grenade-F. García-Lorca, - Lisbonne-H. Delgado, - Malaga-Costa del Sol, - Oviédo-Asturies, - Palma de Majorque, - Porto-F. Sá-Carneiro, - Saint-Jacques-de-Compostelle, - Saragosse, - Séville-San Pablo, - Valence |

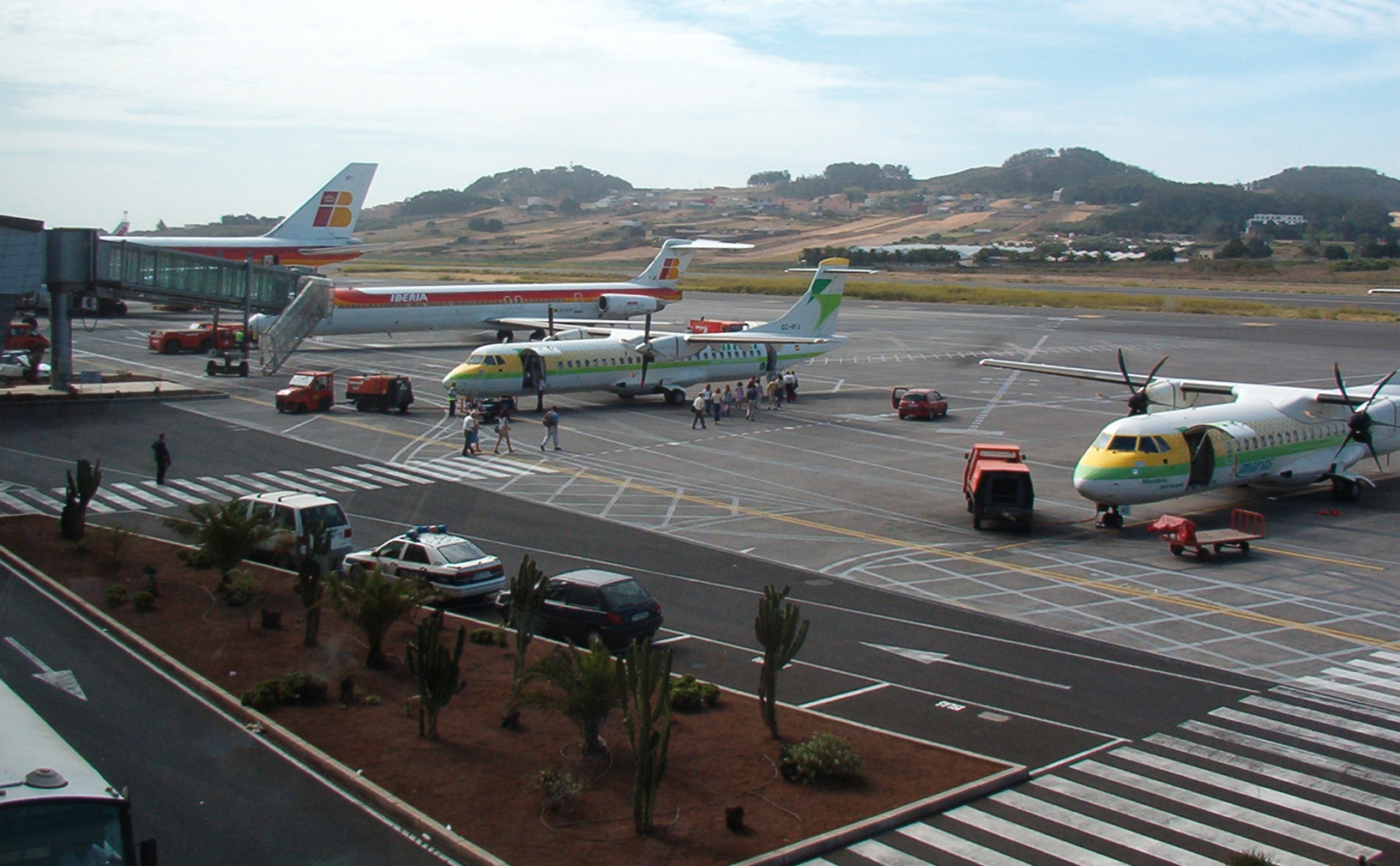
Vols inter-îles.

Édité le 03/02/2018. Actualisé le 14/07/2025.

### Cargo
| Compagnies | Destinations |
| ---------- | ------------ |
| Swiftair   | Madrid       |

## Statistiques
|                            | Passagers | Vols   | Cargo (tonnes) |
| -------------------------- | --------- | ------ | -------------- |
| 2000                       | 2 411 100 | 48 902 | 22 462         |
| 2001                       | 2 511 277 | 49 132 | 21 060         |
| 2002                       | 2 486 227 | 48 785 | 21 148         |
| 2003                       | 2 919 087 | 53 718 | 23 842         |
| 2004                       | 3 368 988 | 56 592 | 23 647         |
| 2005                       | 3 754 513 | 60 235 | 22 163         |
| 2006                       | 4 025 601 | 65 297 | 23 193         |
| 2007                       | 4 125 131 | 65 843 | 25 169         |
| 2008                       | 4 236 615 | 67 800 | 20 781         |
| 2009                       | 4 054 147 | 62 776 | 18 304         |
| 2010                       | 4 051 155 | 61 607 | 15 918         |
| 2011                       | 4 095 103 | 62 590 | 15 745         |
| 2012                       | 3 717 944 | 55 789 | 14 778         |
| 2013                       | 3 524 470 | 49 289 | 13 493         |
| 2014                       | 3 638 953 | 52 689 | 13 973         |
| Source : Statistiques Aena |           |        |                |